# 維什皮利
50°22′9″N 28°36′22″E / 50.36917°N 28.60611°E
維什皮利（烏克蘭語：Вишпіль）是烏克蘭北部的村莊，隸屬日托米爾州的日托米爾區。該村始建於1632年，面積1.47平方公里，海拔高度216米，2001年人口410。